# Frank Keating
Pour les articles homonymes, voir Keating.
Francis « Frank » Anthony Keating II, né le 10 février 1944 à Saint-Louis, est un homme politique américain membre du Parti républicain. Il a été sénateur en Oklahoma puis gouverneur du même État.

## Biographie
Né dans le Missouri, sa famille s'installe dans l'Oklahoma, alors qu'il n'avait que 6 mois, à Tulsa.
Diplômé de la Casia Hall Preparatory School de Tulsa en 1962, il intègre l'université de Georgetown à Washington, D.C., ou il obtient un diplôme d'histoire en 1966. Il finit ses études par un doctorat en droit à l'université d'Oklahoma, en 1969.
Après une carrière au FBI, en tant qu'agent spécial, il est élu en 1973 à la Chambre des représentants de l'Oklahoma sous les couleurs républicaines.
En 1975, il est élu au Sénat de l'Oklahoma. De 1981 à 1985, il est avocat général du district nord de l'Oklahoma.
De 1988 à 1990, il est nommé procureur général associé des États-Unis (Associate Attorney General), le numéro trois du département de Justice fédéral.
De 1995 à 2003, il est gouverneur de l'Oklahoma, enfonction au moment de l'attentat d'Oklahoma City.